# ميريام ماركس
ميريام ماركس (بالإنجليزية: Miriam Marx)‏ هي كاتبة مذكرات ومؤرخة أمريكية، ولدت في 19 مايو 1927 في نيويورك في الولايات المتحدة، وتوفيت في 29 يونيو 2017 في Capistrano Beach, Dana Point, California ‏ في الولايات المتحدة.

## وصلات خارجية
- ميريام ماركس على موقع IMDb (الإنجليزية)